# 파타야 한국인 관광객 납치살인 사건
파타야 한국인 관광객 납치살인 사건은 2024년 5월 12일 태국 파타야에서 일어난 납치 살인 사건이다.

## 수사
- 태국 경찰은 5월 11일 밤 파타야의 한 저수지에서 시멘트로 메워진 검은색 대형 플라스틱 통 안에 한국인 남성 관광객 노모씨(34)의 시신이 담긴 것을 발견했다.[4]
- 5월 13일  대한민국 경찰은 피의자 중 1명이 국내로 입국한 사실을 확인하고 소재를 추적해 오다가 전날 오후 7시46분쯤 주거지에서 체포했다.[5]그리고 태국 경찰은 시신 조사결과  남성의 시신 손가락이 모두 절단 된 것으로 확인했다.[6]
- 2024년 5월 14일 캄보디아로 도주한 다른 용의자가 검거되었다.[7]